# Maminydjama Maymuru
Maminydjama Maymuru, (urodzona w 1997) modelka, która jako pierwsza Aborygenka stała się finalistką konkursu piękności Miss World Australia. Urodziła się w Yirrkala na terenie słabo zaludnionego Terytorium Północnego Australii. W 2014 Jako nastolatka została zauważona przez dyrektora Mehali Tsangaris z agencji modelek NT Fashion Week, który zaproponował jej współpracę, na którą nastolatka nie zgodziła się ze względu na obowiązki szkolne. Rok później Mehali Tsangaris ponownie spotkał Maminydjama Maymurui, zaproponował jej pracę modelki, gdy ta robiła zakupy. Maminydjama Maymuru przyjęła porpozycję pracy jako modelka i odbyła pierwsze pokazy mody. Od tego czasu przyjęła imię Magnolia Maminydjama Maymuru.